# BSC Hustý
BSC Hustý – słowacki klub piłki nożnej plażowej, założony w 2018. Trzykrotny Mistrz Słowacji w sezonach 2018-2020, jednokrotny zdobywca Pucharu Słowacji.

## Historia
Drużyna powstała w 2018. W debiutanckim turnieju zespół zdobył mistrzostwo Słowacji 2018.

## Udział w rozgrywkach

### Słowackie rozgrywki
| Sezon | Mistrzostwa Słowacji | Puchar Słowacji |
| ----- | -------------------- | --------------- |
| 2018  | 1/4                  | 1               |
| 2019  | 1/7                  | 2               |
| 2020  | 1/3                  |                 |

### Pozostałe turnieje
- Winter Beach Soccer Tournament 2020, Heerlen  - faza grupowa

## Kadra

### Sezon 2019
| Nr | Poz. | Piłkarz            |
| -- | ---- | ------------------ |
| 1  | BR   | Bartłomiej Stolarz |
| 5  | PO   | Michal Kanyai      |
| 5  | NA   | Pavol Hrnčiar      |
| 10 | NA   | Dušan Krcho        |
| 10 | OB   | Milan Orel         |

| Nr | Poz. | Piłkarz                |
| -- | ---- | ---------------------- |
| 14 | PO   | Filip Vyhnal           |
| 16 | PO   | Miloslav Klíma         |
| 17 | NA   | Róbert Hustý (kapitan) |
| 27 | PO   | Pavol Bureš            |
| 55 | OB   | Pavol Volkay           |

### Sezon 2018
| Nr | Poz. | Piłkarz            |
| -- | ---- | ------------------ |
| 1  | BR   | Bartłomiej Stolarz |
| 5  | NA   | Pavol Hrnčiar      |
| 6  | PO   | Filip Jeřábek      |
| 7  | OB   | David Čarnogurský  |
| 10 | NA   | Stefan Sivoň       |
| 14 | PO   | Filip Vyhnal       |
| 16 | PO   | Miloslav Klíma     |

| Nr | Poz. | Piłkarz                |
| -- | ---- | ---------------------- |
| 17 | NA   | Róbert Hustý (kapitan) |
| 21 | OB   | Lukáš Trampota         |
| 23 | NA   | Dawid Burzawa          |
| 55 | OB   | Pavol Volkay           |
| 69 | OB   | Andy Körtvéliyeši      |
| 83 | PO   | Dominik Andrle         |